# Marchissy
Marchissy es una comuna suiza del cantón de Vaud, situada en el distrito de Nyon. Limita al norte y este con la comuna de Longirod, al sureste con Burtigny, al sur con Le Vaud, y al noroeste con Bassins y Le Chenit.
La comuna hizo parte hasta el 31 de diciembre de 2007 del distrito de Aubonne, círculo de Gimel.